# Kanton Caen-1
Caen-1 is een kanton van het Franse departement Calvados. Het kanton maakt deel uit van het arrondissement Caen.

## Gemeenten
Het kanton Caen-1 omvatte tot 2014 de volgende gemeenten:
- Bretteville-sur-Odon
- Caen (deels, hoofdplaats)

Na de herindeling van de kantons door het decreet van 17 februari 2014, met uitwerking op 22 maart 2015, omvat het volgende gemeenten:
- Bretteville-sur-Odon
- Caen (hoofdplaats) (westelijk deel)
- Mouen
- Tourville-sur-Odon
- Verson